# Mario Berri
Mario Berri (Genova, 6 ottobre 1912 – Roma, 15 marzo 1996) è stato un magistrato e giurista italiano.

## Biografia
Laureato in giurisprudenza (Genova 1934) e scienze politiche (1935), entra in magistratura lo stesso anno della seconda laurea, vincendo il concorso a 89 posti di "uditore di tribunale".
Le prime funzioni giudiziarie le svolge presso il tribunale di La Spezia e poi in quello di Frosinone dal 1936 al 1939.
Nel 1938 si sposa con Maria Vittoria Boselli, dalla quale ha 4 figli.
Fu segretario della Commissione ministeriale per la riforma del codice di procedura civile approvato con il Regio decreto 28 ottobre 1940, n.1443, presieduta dall'allora Guardasigilli Dino Grandi con la collaborazione dei professori Enrico Redenti dell'Università di Bologna, Francesco Carnelutti dell'Università di Milano, Piero Calamandrei dell'Università di Firenze e del dott. Leopoldo Conforti, avvocato generale della Corte di Cassazione.
A fine 1942 è trasferito alla Procura Generale di Cassazione presso la quale rimane sino al suo collocamento a riposo (6 ottobre 1982), lì rivestendo varie qualifiche di magistrato di appello e di cassazione tra cui, dal 24 aprile 1981 al 6 ottobre 1982, primo presidente della Corte di cassazione.
Nella sua lunga carriera di giudice è stato tra l'altro:
- membro fondatore dell'Unione Giuristi Cattolici Italiani (1948);
- consulente giuridico dell'Istituto Internazionale per l'unificazione del diritto privato;
- Direttore del Servizio Giuridico dell'Alta Autorità della CECA (1959-61) a Lussemburgo;
- membro del Comitato consultivo per i diritti dell'uomo;
- membro fondatore del Centro Studi di diritto comunitario;
- docente di diritto comunitario in lingua francese alla "Universitè des Sciences Comparées" di Strasburgo (1959-69);
- Presidente di Corte di Appello e Commissario per gli usi civici presso l'Aquila (1972-74).

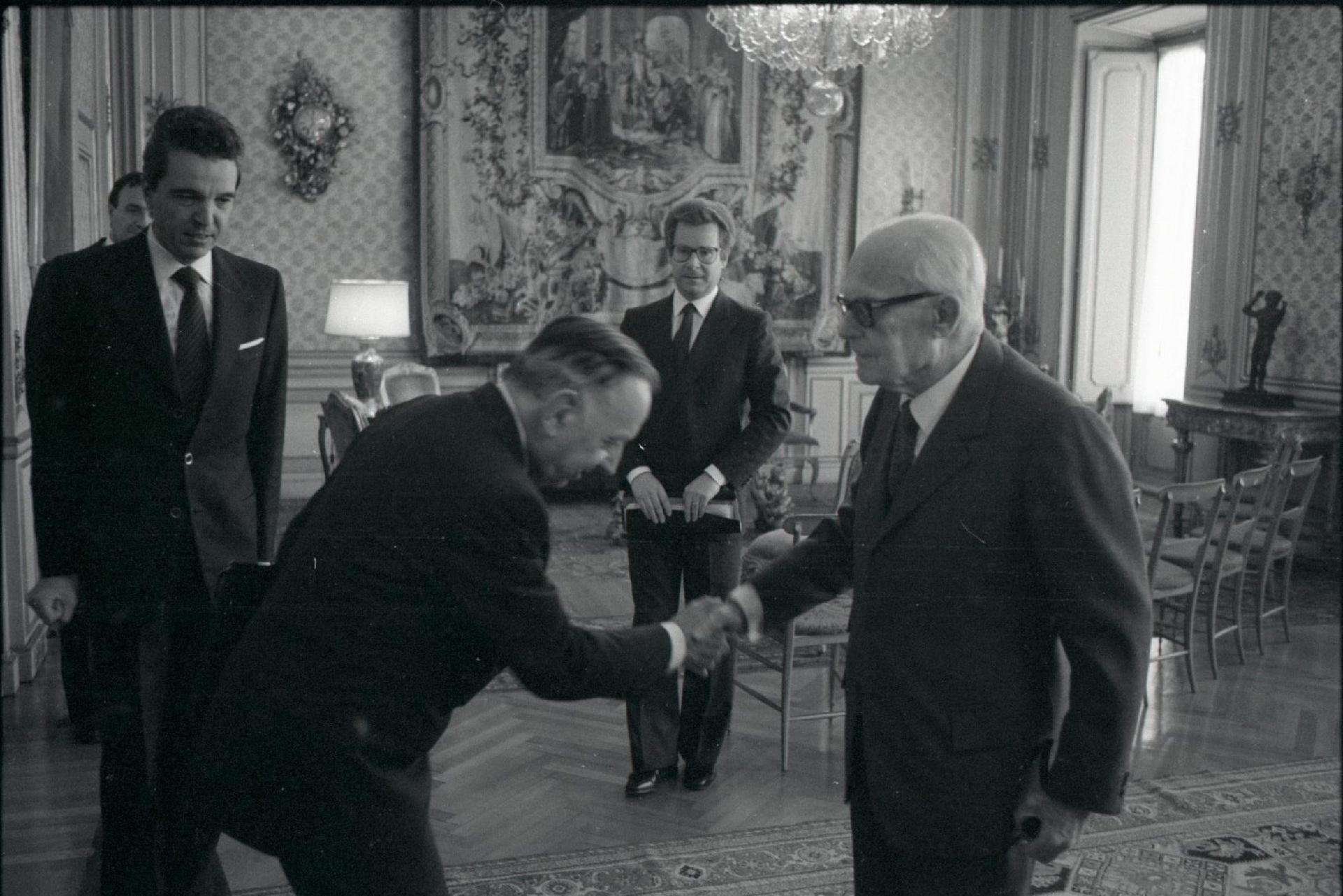
12 febbraio 1985 - Il Presidente della Repubblica Alessandro Pertini incontra Mario Berri, Presidente dell'Associazione "Vittorio Bachelet", con una delegazione del sodalizio.

È stato collega ed amico del vicepresidente del Consiglio Superiore della Magistratura, Vittorio Bachelet e, dopo l'uccisione di questi ad opera delle Brigate Rosse, è diventato presidente del Comitato dell'Associazione Vittorio Bachelet 

## Scritti
Oltre a numerosi articoli su «Il Tempo» e altri quotidiani, ha pubblicato
- Codice di procedura civile illustrato con i lavori preparatori e con note di commento, di Andrea Lugo e Mario Berri, Giuffrè, 1940
- Diritto privato, Azienda Poligrafica Editoriale di U. & G. Pagnano, 1948
- Formulario della procedura civile dal 1952 al 1996, in svariate edizioni, Giuffrè
- Formulario della procedura penale, Giuffrè, 1952
- Considerazioni di un giurista cristiano sulla CECA e sulle altre Comunità europee, Unione giuristi cattolici di Milano, 1960
- Giudice e avvocato: una toga sola, Studium, 1962
- Massimario della Giurisprudenza italiana, UTET, 1962
- Le frodi alimentari, Giuffrè, 1963
- Persona e famiglia, Giuffrè, 1966
- La Magistratura nello stato democratico, Giuffrè, 1967
- Fede nella giustizia, Giuffrè, 1984